# Principales 500 empresas de China
Las principales 500 empresas de China es una clasificación de empresas de la República Popular China, creada por la Federación China de Empresas (CFE). La empresa más alta calificación en 2005 fue la China Petrochemical Corporation, también conocida como Sinopec.
En 2006 las principales 500 empresas representaban el 78% del PIB de China. Las cinco primeras fueron:
| 1. Sinopec 2. State Grid Corporation of China 3. China National Petroleum Corporation 4. Banco Industrial y Comercial de China 5. China Mobile | Las cinco primeras en 2007 fueron: 1. Sinopec 2. China National Petroleum Corporation 3. State Grid Corporation of China 4. Banco Industrial y Comercial de China 5. China Mobile |